# Oksana Markarova
Oksana Serhiïvna Markarova (in ucraino Оксана Сергіївна Маркарова?; Rivne, 28 ottobre 1976) è una politica e diplomatica ucraina.

## Primi anni
Oksana Markarova è nata il 28 ottobre 1976 nella città di Rivne da un padre di origini armene. Nel 1999, conseguì un master in ecologia presso l'Università nazionale accademia Mogila di Kiev, mentre nel 2001 ottenne un master in economia e commercio presso l'Università dell'Indiana.

## Carriera
Tra il 2001 e il 2003, Markarova divenne il capo del consiglio di amministrazione per la società società ITT-Invest, mentre dal marzo 2015 incominciò a collaborare con i ministri delle finanze Natalja Jares'ko e Oleksandr Danyljuk.
Dopo le dimissioni di Oleksandr Danyljuk, date ufficialmente il 7 giugno 2018, e dopo alcuni contrasti ideologici col primo ministro Volodymyr Hrojsman, Markarova fu nominata ministro delle Finanze ad interim l'8 giugno, mentre il 22 novembre la Verchovna Rada ufficializzò la sua carica. Con l'inizio del governo Šmyhal' il 4 marzo 2020, Markarova terminò il suo mandato.
Il 25 febbraio 2021, il presidente ucraino Volodymyr Zelens'kyj la nominò ambasciatrice dell'Ucraina negli Stati Uniti. Markarova, subito dopo la sua nomina, tenne un discorso, affermando che le sue priorità erano quelle di collaborare con l’amministrazione di Joe Biden e sviluppare le aziende ucraine presenti negli Stati Uniti.

## Vita privata
Oksana Markarova è sposata con il banchiere e imprenditore Danylo Volynec', con il quale ha avuto quattro figli.